# Tetrafluoruro de tionilo
El tetrafluoruro de tionilo (también conocido como óxido de tetrafluoruro de azufre) es un compuesto inorgánico en estado gaseoso cuya fórmula es SOF4. Su molécula tiene forma de una bipirámide trigonal distorsionada, en la que el oxígeno se encuentra en el ecuador. Los átomos del ecuador tienen longitudes de enlace más cortas que los átomos de flúor del eje. El enlace azufre-oxígeno es de 1,409 Å. El enlace S-F en el eje tiene una longitud de 1,596 Å y el enlace S-F en el ecuador tiene una longitud de 1,539 Å. El ángulo entre los átomos de flúor ecuatoriales es de 112,8°. El ángulo entre el flúor axial y el oxígeno es de 97,7°. Entre el oxígeno y el flúor ecuatorial el ángulo es de 123,6° y entre el flúor axial y el flúor ecuatorial es de 85,7°. Los átomos de flúor sólo producen una línea de RMN, seguramente debido a que intercambian posiciones.

## Formación
El fluoruro de tionilo al reaccionar con el gas flúor puede producir el tetrafluoruro de tionilo. Fue así como Moissan y Lebeau descubrieron este gas por primera vez en 1902. Ellos identificaron la fórmula por los cambios de presión que se producían en la reacción. El fluoruro de plata y el platino son capaces de catalizar la reacción.
También se puede formar al calentar el hexafluoruro de azufre con el aire a una temperatura de 400 °C. Esto puede producirse cuando se inhala a través de un cigarrillo encendido. O bien por la reacción del difluoruro de plata con el fluoruro de tionilo a unos 200 °C. Otra forma de formarlo es electrolizando fluoruro de hidrógeno con una solución de dióxido de azufre, con lo que también se obtiene difluoruro de oxígeno y fluoruro de sulfurilo. Asimismo, el cloruro de tionilo o el fluoruro de tionilo electrolizados con el fluoruro de hidrógeno producían una cantidad aún mayor de este gas.

## Reacciones
El tetrafluoruro de tionilo reacciona con el agua para producir el ácido fluorhídrico, el ácido sulfurofluorídico y el difluoruro de sulfurilo. El mercurio puede desprender fluoruro para producir fluoruro de tionilo y fluoruro de mercurio. Con las bases fuertes se forman los iones fluoruro y fluorosulfato.

### Química click
El tetrafluoruro de tionilo puede usarse en la «química click» mediante las reacciones con aminas primarias conocidas como intercambio de fluoruro de azufre(VI) (SuFEx). Este tipo de reacción fue la primera reacción «click» que generó un núcleo tridimensional.